# لاهاینا (هاوایی)
لاهاینا (به انگلیسی: Lahaina) یک منطقهٔ مسکونی در ایالات متحده آمریکا است که در شهرستان ماویی، هاوایی واقع شده‌است. لاهاینا ۲۴٫۱ کیلومتر مربع مساحت و ۱۱٬۷۰۴ نفر جمعیت دارد و ۱ متر بالاتر از سطح دریا واقع شده‌است.